# Světlonoš-ž-ky

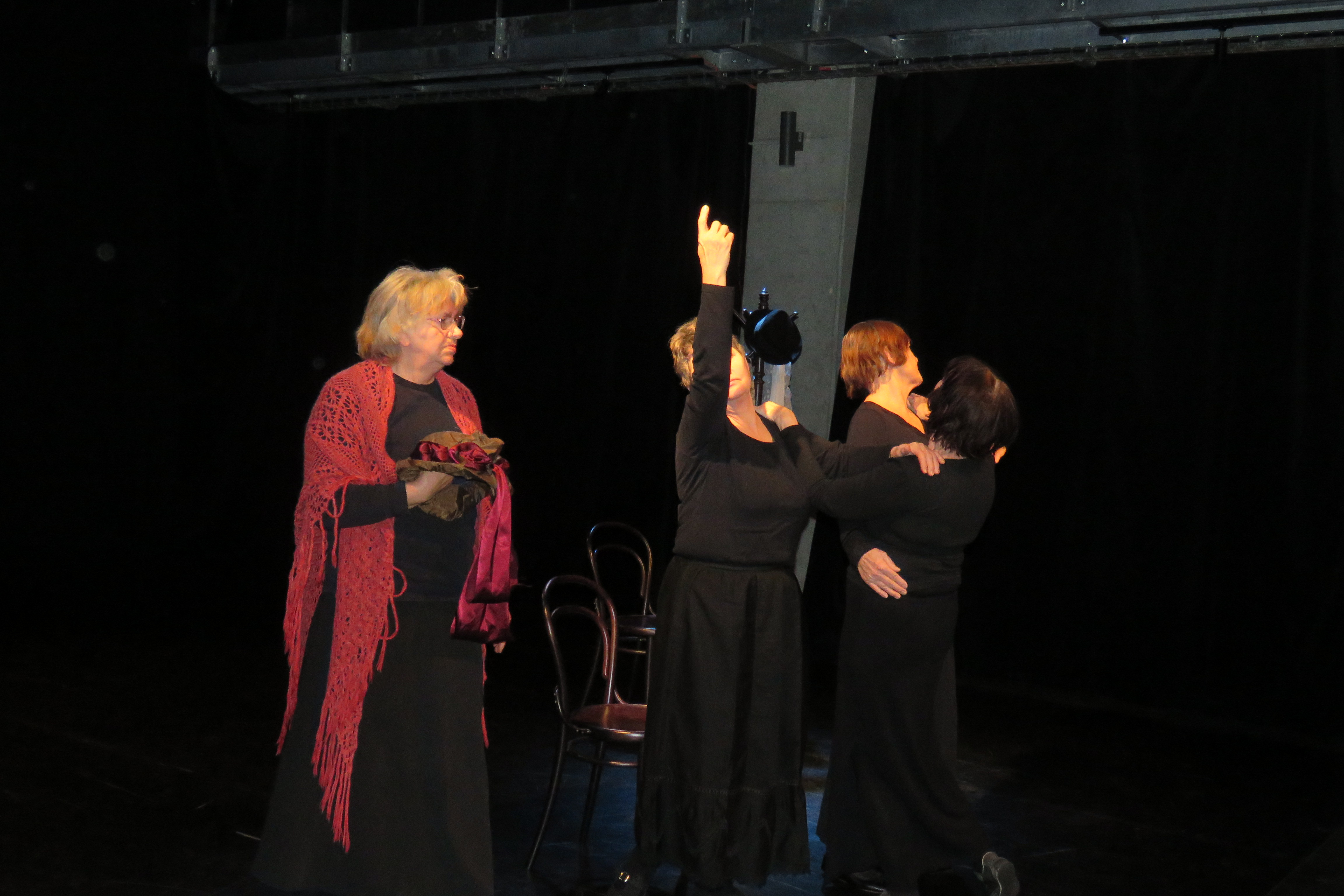
Představení Ženy v Moving station Plzeň.

Světlonoš/ž/ky je amatérský divadelní soubor, který působí v Mezigeneračním a dobrovolnickém centru TOTEM, z.s. v Plzni-Bolevci. Začátky souboru sahají do roku 2009, kdy TOTEM nabídl v rámci Akademie třetího věku obor Cesta k divadlu. Po jeho ukončení zůstala skupina pěti dam, které chtěly pokračovat v dramatické činnosti. Začaly se pravidelně scházet a nacházely radost ve vlastní tvůrčí práci. Během let se složení souboru postupně měnilo, ale soubor pokračuje stále realizací autorských představení. Soubor může fungovat díky podpoře TOTEMu, z. s. a díky finanční podpoře Ministerstva kultury České republiky a statutárního města Plzeň.

## Vznik souboru

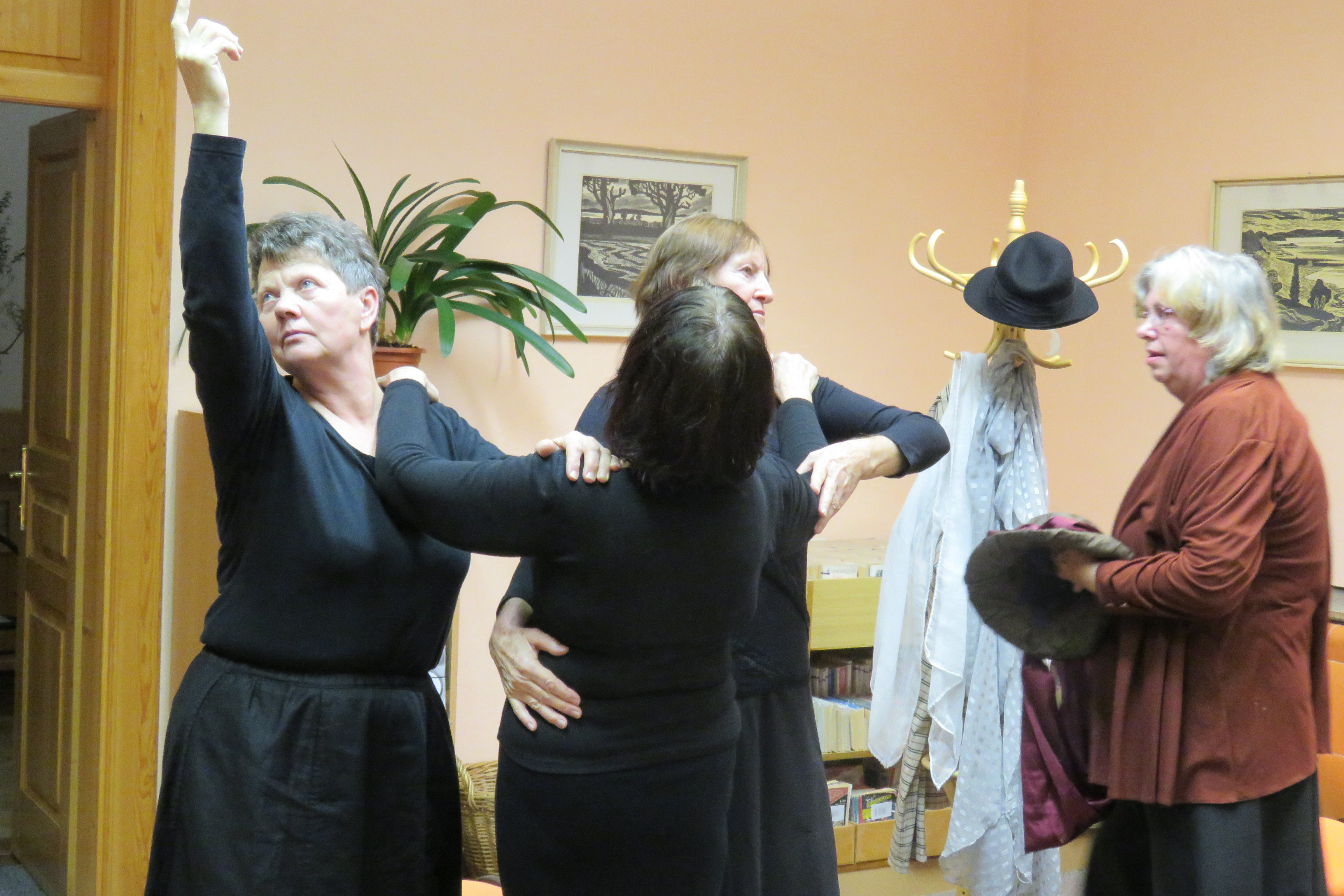
Představení Ženy. Městská knihovna Vimperk.

Skupina pěti žen se začala pravidelně scházet od listopadu 2010 pod vedením vedoucí souboru a režisérky Barbory Šťastné a začala připravovat svoje první divadelní představení. Začaly zpracovávat téma dopisové korespondence a svoje osobní zážitky. 
Představení nazvaly Pár řádek z dopisů a na jeho počest nazvaly svůj soubor Světlonoš/ž/ky.  
Zakládající členky souboru:
- Anna Grohová
- Jana Hončíková
- Světla Kestlerová
- Marie Maková
- Jitka Podaná
- Barbora Šťastná

Soubor může fungovat díky podpoře TOTEMu, z. s. a díky finanční podpoře Ministerstva kultury České republiky a statutárního města Plzeň.

## Vedení souboru a režie
1. Barbora Šťastná – 2010–2015
2. Klára Singerová – 2015–2018
3. Renata Vordová – od 2018 dosud

## Repertoár divadla
Všechny hry, které členky souboru nastudovaly, jsou původní.  
První divadelní hra, v níž dámy zpracovaly téma dopisové korespondence a své osobní zážitky, dostala název Pár řádek z dopisů. V dnešní přetechnizované době chtěly ženy připomenout význam dopisů a dopisové korespondence v životě člověka. Vycházely ze svých zkušeností, osudů a vzpomínek. Hra měla premiéru 29. září 2011 v prostorech Moving station – bývalého vlakového nádraží Plzeň - Jižní předměstí. Hru režírovala Barbora Šťastná. 
V únoru 2012 došlo ke změně ve složení souboru a členky začaly pracovat na novém představení. Inspirací byla kniha dopisů významných osobností napříč časem. Začaly skládat mozaiku životů čtyř žen: Perchty z Rožmberka, Kamily Schönfeldové - Zemanové, Emmy Destinnové a Mileny Jesenské. Život těchto žen se odehrával na pozadí bouřlivých historických událostí, které měly vliv na historii českých zemí. Životy těchto žen byly výjimečné a mohou být inspirací i po tolika letech. Představení s názvem Ženy mělo premiéru 12. prosince 2012 v TOTEMu Plzeň - Bolevec. Režie se zhostila Barbora Šťastná.
Pod taktovkou nové režisérky Kláry Singerové vznikly další dvě hry. 
Divadelní hra U kávy v oblacích (aneb s rybou na talíři) vychází z životních příběhů tří českých básníků - Jiřího Ortena, Josefa Hory a Josefa Kainara. Osudy těchto básníků se propojí po jejich smrti, kdy se všichni tři postupně sejdou v pomyslné nebeské kavárně. Diskutují o světě, o svých životech, vzpomínají na své blízké, baví se o svých dílech. Hra je doplněna texty z jejich deníkových záznamů, dopisů a je použita i jejich poezie. Premiéra hry proběhla 24. května 2016 v TOTEMu Plzeň. 
V roce 2017 se členky pustily do obnovení a úpravy své první hry, kterou doplnily o nové příběhy. Hra vede diváky k zamyšlení, jakou roli hraje či hrála korespondence v jejich životech. Hra byla uvedena v jiném obsazení než původně, ale pod stejným názvem Pár řádek z dopisů a měla premiéru 16. května 2017 v TOTEMu.    